# ウィンザー公爵エドワード王子の死と葬儀

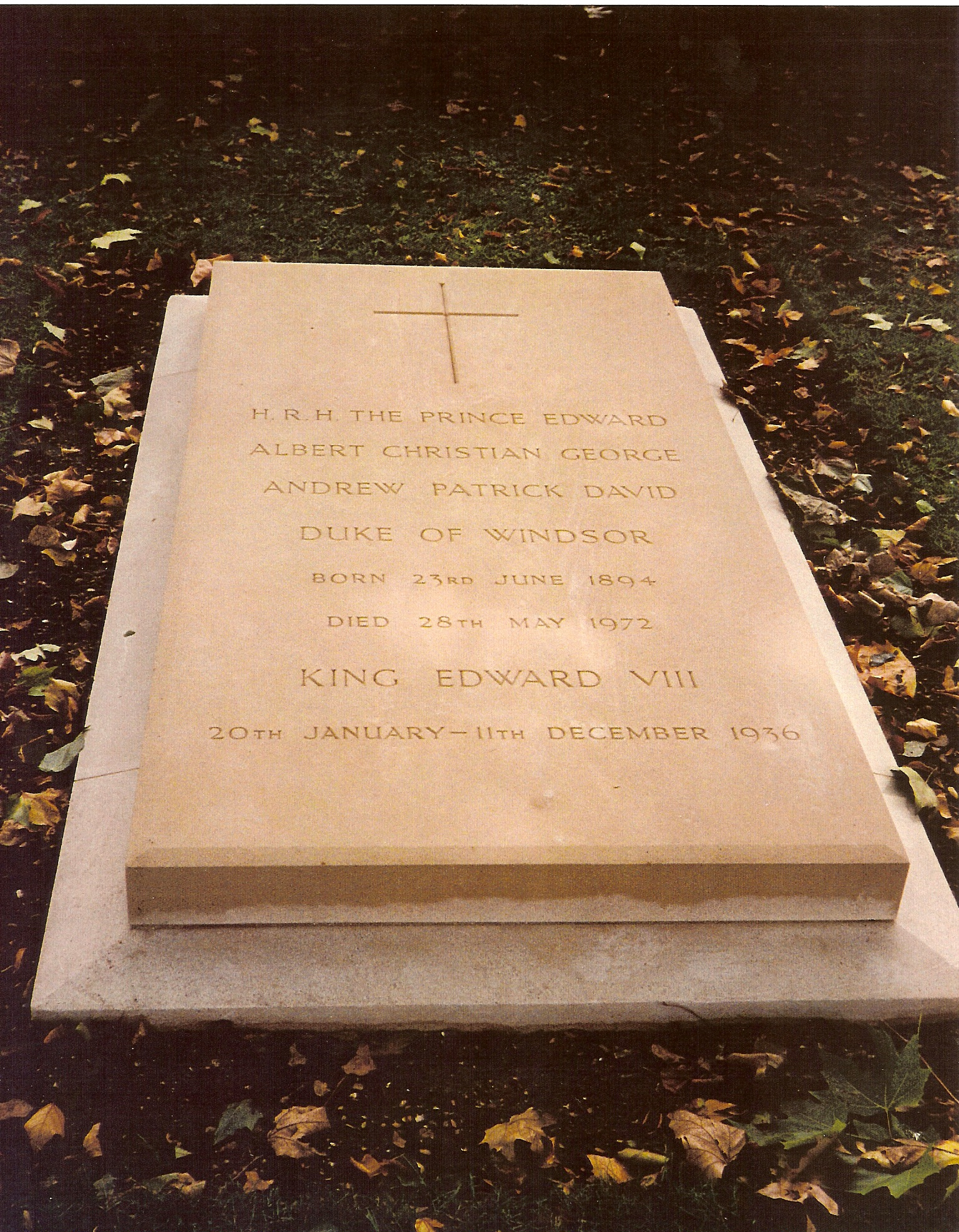
フロッグモア王室墓地にあるウィンザー公爵エドワード王子の墓

この項目では1972年6月5日に葬儀が行われたウィンザー公爵エドワード王子の死と葬儀の経緯について述べる。エドワードは、1936年1月20日から同年12月11日に退位するまで、エドワード8世の王号でイギリス国王の座にあった。その後の彼は、没するまでパリに在住していた。彼の葬儀は、3日間の公開安置を経て、ウィンザー城のセントジョージ礼拝堂で行われた後、彼の遺体はフロッグモアの王室墓地に葬られた。1986年に没した彼の未亡人であるウィンザー公爵夫人ウォリスも彼の傍らに埋葬された。

## 背景
1972年5月28日、エドワードはパリで没した。ヘビースモーカーだった彼は頭頸部癌に苦しんだ。彼は1936年1月20日から12月11日までイギリス国王として在位していたが、ウォリス・シンプソンとの結婚を望む彼の意思により退位した。彼の弟であるヨーク公爵アルバート王子が、ジョージ6世の王号により王位を継承した。1952年、ジョージ6世が没した後、彼の長女であるエリザベス2世が彼の跡を継承した。
エドワードが没する10日前の1972年5月18日、エリザベス2世は、パリのエドワードを見舞った。エドワードの遺体はイギリスのベンソン空軍基地まで運ばれ、6月2日にウィンザー城のアルバート記念礼拝堂での安置を経て、翌日、ウェルシュ・ガードの兵士により、セントジョージ礼拝堂に移され、3日間の間公開安置された。棺は、身廊の中心部に置かれた青の絨毯の棺台の上に置かれた。棺の角には、巨大な燭台が置かれ、両端には、十字架が置かれた。エドワードの棺には王室旗がかけられ、その上にはウォリスが捧げた白のテッポウユリで編まれた十字架が置かれた。
彼の未亡人であるウォリスは、イギリス訪問中を通じてバッキンガム宮殿に滞在した。ウォリスは、動脈硬化症が原因で精神的なまとまりを欠いており、エドワードが退位した事が原因で夫のジョージ6世の負担が増したとして、長年の間、彼女に対し反感を抱いてきたエリザベス王太后との面会に不安を覚えていた。ウォリスは、マウントバッテン卿から、「あなたの義妹は両腕を広げてあなたを迎える事でしょう。今、彼女は自分の夫が没した時を思い出し、悲しみに沈むあなたに深く同情しています」となだめられた。結局、エリザベス王太后がウォリスに面会したのは、葬儀当日のみだった。公開安置の弔問を見越した列の長さは、キャッスル・ヒルの長さである半マイルにおよんだ。ホーム・パークには2,000台分の臨時駐車場が設けられた。数千人の弔問客が、列をなして彼の棺の前を通過した。